# Jonas Lundblad
Jonas Nils Olof Lundblad, född  23 juli 1982 i Örebro, är en svensk organist och musikforskare.
Jonas Lundblad studerade efter gymnasiestudier vid Katedralskolan i Linköping kyrkomusik och orgelinterpretation vid musikhögskolorna i Malmö, Lübeck och Piteå. Som orgelsolist har han framträtt vid konserter och festivaler i många länder i Europa. Han har även samarbetat med ex. Malmö och Helsingborgs symfoniorkestrar, samt Danska radiokören och Danska Radions Vokalensemble.
I sina dubbla roller som forskare och musiker Lundblad arbetar bland annat med att ta fram bortglömd musik för orgel ur arkiv och bibliotek. En sådan inriktning märks i CD-produktionerna Clavierists at the Organ in 18th Century Sweden: Jonas Lundblad plays the 1783 organ at Dala-Husby från 2020, samt Vogler to Netzel: Swedish Organ Culture in the 19th Century. Han har även varit forskare inom teologi, skrivit om musik som gestaltar religion och ingår i redaktionskommitéen för den vetenskapliga tidskriften Svenskt gudstjänstliv. 
Lundblad studerade Olivier Messiaens orgelverk hos professor Hans-Ola Ericsson och har bedrivit konstnärlig forskning kring tonsättaren. En konsertserie med samtliga Messiaens verk ägde rum under 2015, inom ramen för ett forskningsprojekt från Vetenskapsrådet.
Lundblad är forskare vid till Musikvetenskapliga institutionen, Uppsala universitet, sedan 2014. Hans forskning rör musikestetik och musikhistoria, samt musikalisk interpretation. Lundblad har givit ut ett flertal böcker om luthersk kyrkomusik, samt återkommande skrivit om Friedrich Schleiermachers estetik. Lundblad föreläser och diskuterar musik vid konserter och i Sveriges radio. Han var i augusti 2020 månadens artist i Sveriges Radios program Söndagsmorgon.